# Kunstinstituut Melly
Pour les articles homonymes, voir Centre d'art contemporain (homonymie).
Kunstinstituut Melly est un centre d'art contemporain situé rue Witte de With (Witte de Withstraat) dans le centre de la ville néerlandaise de Rotterdam. La rue Witte de With est nommée en l'honneur de Witte de With (1599-1658), amiral de la Marine royale néerlandaise.

## Histoire
Il a été créé en 1990 nommé Centre d'art contemporain Witte de With (en néerlandais : Witte de With Centrum voor Hedendaagse Kunst) comme un centre d'art contemporain avec la mission d'introduire de l'art contemporain international et de la théorie dans le contexte de la ville de Rotterdam ainsi que les Pays-Bas dans son ensemble[pas clair].
Le 27 janvier 2021, le nouveau nom Kunstinstituut Melly est entré en vigueur.